# Holguinia
Holguinia là một chi bướm ngày thuộc họ Bướm nâu.